# Taggmurarbi
Taggmurarbi (Osmia spinulosa, även Hoplosmia spinulosa) är en art i överfamiljen bin och familjen buksamlarbin.

## Beskrivning
Taggmurarbiet är ett medelstort, slankt bi med en längd av 7 till 8 mm. Kroppen är mattsvart med glesa, ljusa hår på huvudet och mellankroppen. Från varje bakhörn av mellankroppen går en bakåtriktad kant tätt intill kroppen. På tergiternas bakkanter har arten smala, vita hårband, som på de främre tergiterna saknar hår på mitten. På mitten av den första sterniten finns en nedåtriktad tagg. På bakkroppens undersida har honan en samling rödbruna hår som används till polleninsamling.

## Ekologi
Taggmurarbiet är en värmeälskande art som uppträder i habitat som torra, rikligt solbelysta marker, exempelvis alvar, grusbankar, trädesåkrar, skogsbryn och parker. I Alperna kan den gå upp till 2 000 m höjd. Flygtiden varar mellan juni till augusti i norra delen av utbredningsområdet,  från mitten av maj till september längre söderöver. För pollensamlande är arten specialiserad på korgblommiga växter, som bland annat krisslor, färgkulla och väddklint. Hanen kan emellertid även hämta nektar från orkidéer.

### Fortplantning
Honan bygger sina larvbon i gamla, ej för små snäckskal, vanligen två celler i varje snäckskal. Cellernas mellanväggar utgörs av tuggade växtdelar från revfingerört eller pimpineller. Larven övervintrar som passiv vilolarv i snäckskalet. Larverna kan ibland parasiteras av stekeln Pteromalus apum.

## Taxonomi
Taxonomin rörande denna art är omstridd; tidigare betraktades den som tillhörig antingen släktena Hoplosmia eller Hoplitis. Numera betraktas Hoplosmia ofta som ett undersläkte, även om flera forskare fortfarande ser detta som ett fristående släkte.

## Utbredning
Det bitvis fragmenterade utbredningsområdet omfattar främst Medelhavsområdet och Sydeuropa, men förekommer även i Mellaneuropa och södra Nordeuropa upp till Norge, södra England och södra Sverige, samt i Nordafrika och Sydvästasien. IUCN betraktar arten som livskraftig.
I Sverige finns arten i Västergötland, Bohuslän, Öland och Gotland, och betecknas där som livskraftig. Arten saknas i Finland.